# Etroplus suratensis
Etroplus suratensis es una especie de peces de la familia Cichlidae en el orden de los Perciformes.

## Morfología
Los machos pueden llegar alcanzar los 40 cm de longitud total.

## Alimentación
Come insectos y materia vegetal, incluyendo algas.

## Hábitat
Es una especie de clima tropical entre 23 °C-26 °C de temperatura.

## Distribución geográfica
Se encuentran en Asia: India y Sri Lanka.